# Bruille-Saint-Amand
Bruille-Saint-Amand is een gemeente in het Franse Noorderdepartement (Frans: département du Nord) (regio Hauts-de-France). De gemeente telde op 1 januari 2022 1.693 inwoners en maakt deel uit van het arrondissement Valenciennes. In het noorden van de gemeente ligt Bruille, in het zuiden het gehucht Notre-Dame-au-Bois, nabij buurgemeente Odomez. Het gemeentehuis is in Notre-Dame-au-Bois gevestigd.

## Geografie
De oppervlakte van Bruille-Saint-Amand bedroeg op 1 januari 2022 7,88 vierkante kilometer; de bevolkingsdichtheid was toen 214,8 inwoners per km². Het oude tracé van de Schelde vormt de noordoostgrens van de gemeente. De rivier is er nu rechtgetrokken en gekanaliseerd.

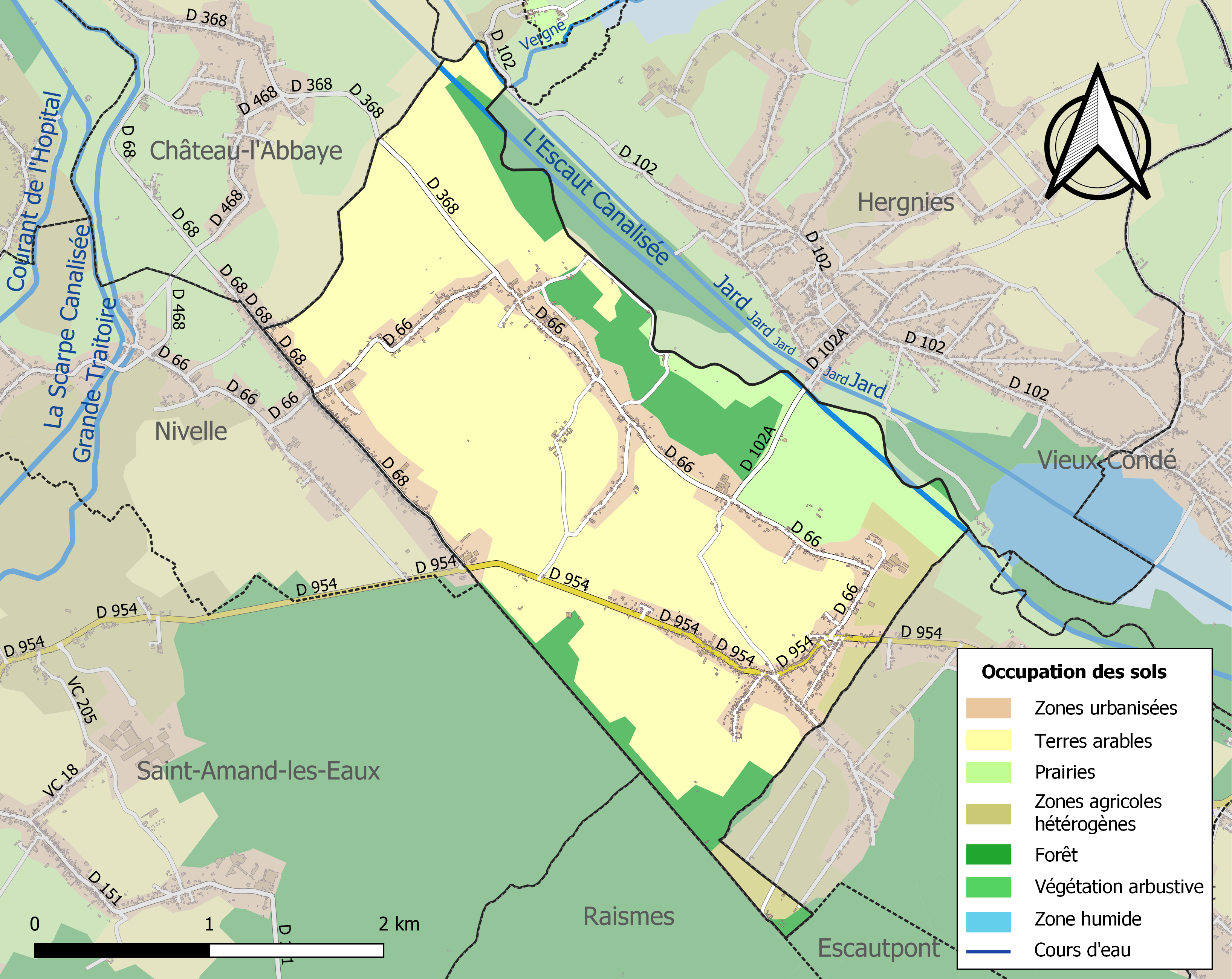
Kaart van de gemeente met belangrijkste infrastructuur, bodemgebruik en omliggende gemeenten

## Bezienswaardigheden
- De Sint-Mauritiuskerk (Église Saint-Maurice) is een kerkgebouw van 1924 met neoromaanse stijlelementen.
- Op het Cimetière Saint-Maurice, het omliggend kerkhof, bevindt zich een Brits oorlogsgraf uit de Eerste Wereldoorlog
- De Onze-Lieve-Vrouwekerk (Église Notre-Dame) is de kerk van Notre-Dame-au-Bois, een neoromaans kerkgebouw van 1872.
- De Chapelle Notre-Dame de Malaise is een bedevaartsoord naar aanleiding van de verschijning van Onze-Lieve-Vrouw. Al in 1244 werd hier een kapel ingewijd die onderdeel was van een priorij. Het interieur van deze kapel werd omstreeks 1720 gerenoveerd. De kapel werd in 1988 ingeschreven als monument historique.
- De ruïnes van de Tour du Moulin, een oude molenromp die in de Tweede Wereldoorlog fungeerde als bunker en observatiepost, en waar in mei 1940 zware verliezen werden geleden. De ruïne is nu als herdenkingsmonument ingericht.

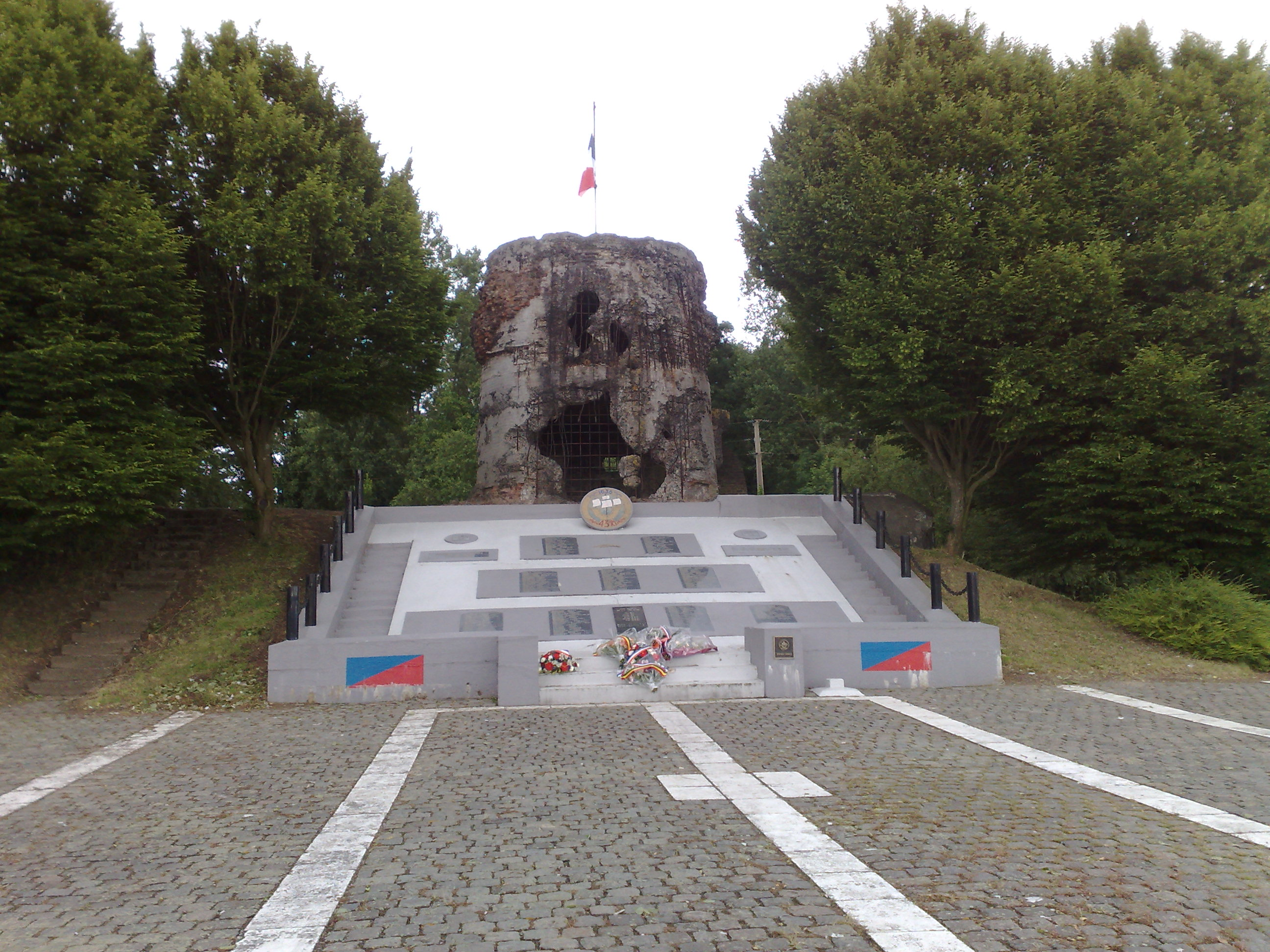
Tour du Moulin
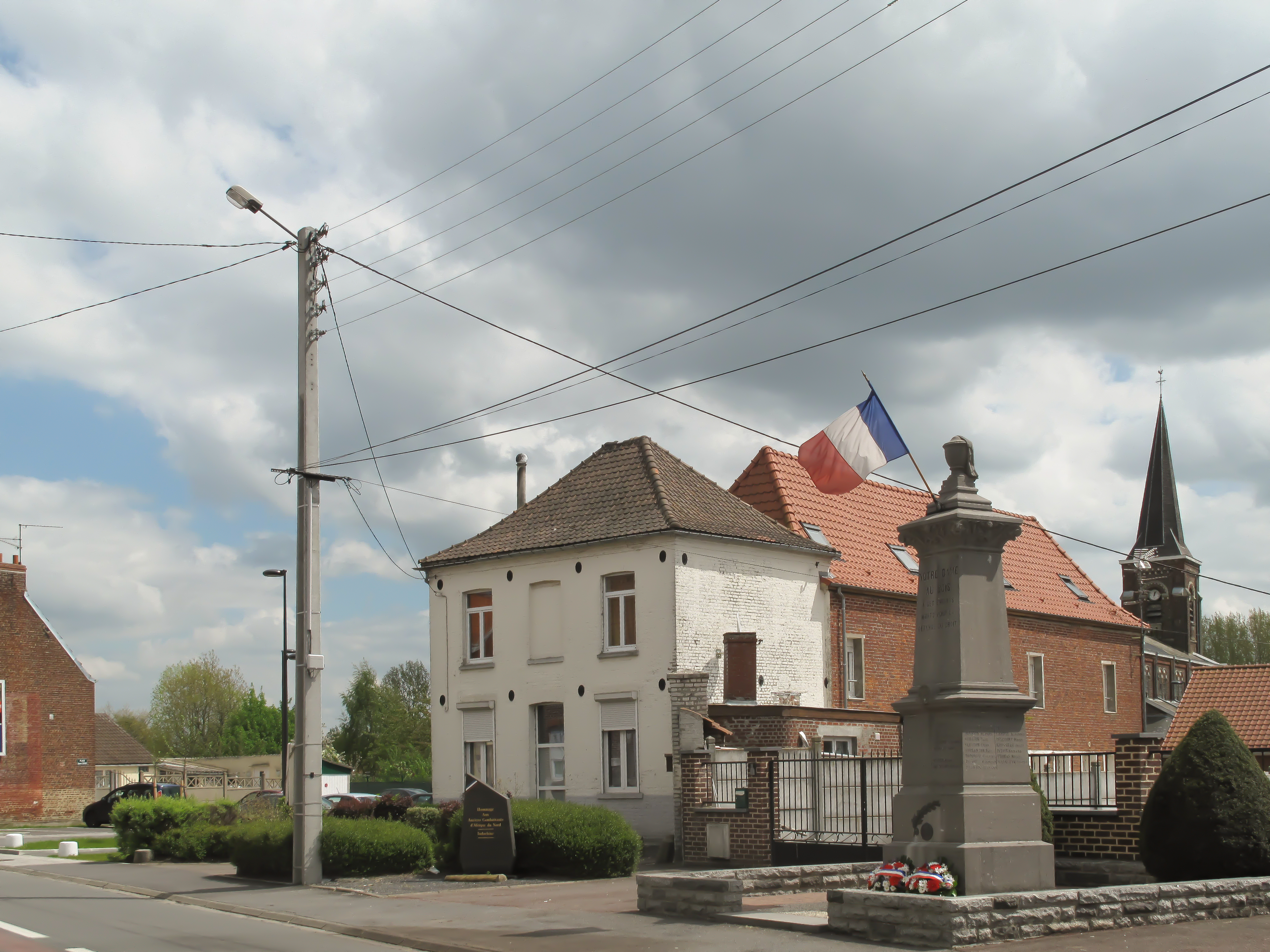
Oorlogsmonument met kerktoren op achtergrond
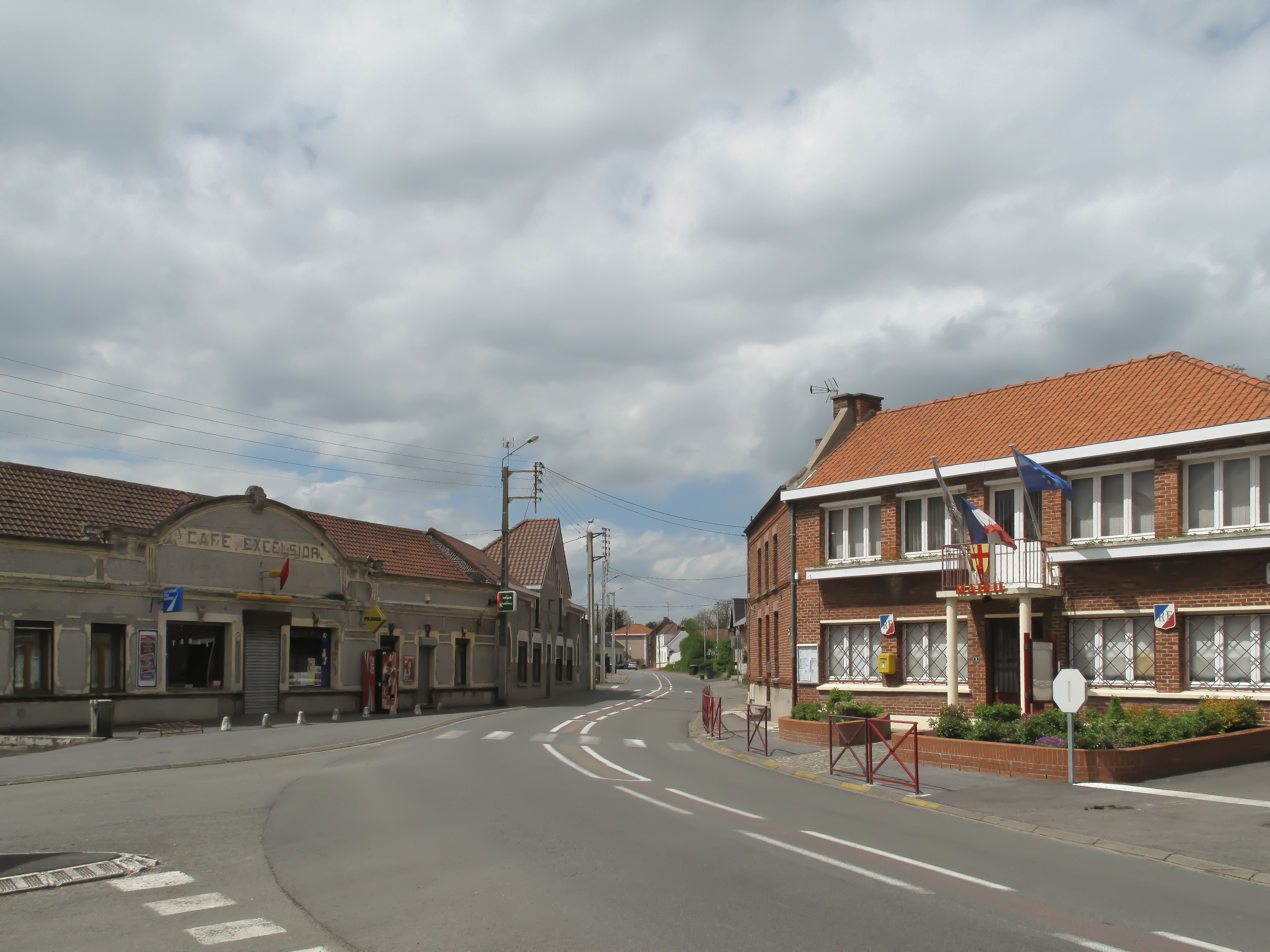
Straatzicht: Rue Pasteur-Rue Henri Durre

## Natuur en landschap
Ten noordoosten van Bruille-Saint-Amand stroomt de Schelde. De hoogte aan de kerk bedraagt 24 meter.

## Demografie
Onderstaande figuur toont het verloop van het inwonertal (bron: INSEE-tellingen).

## Nabijgelegen kernen
Hergnies, Château-l'Abbaye, Odomez